# Arbetets kvinnor
Arbetets kvinnor var en svensk socialistisk kvinnoorganisation.
Arbetets kvinnor bildades 1973 som en utbrytning ur Grupp 8. Anledningen till splittringen var att vissa medlemmar ansåg att Grupp 8 frångått sin socialistiska grund genom att ta intryck av feminismen. Arbetets kvinnor utgav 1974–1981 tidskriften Rödhättan, 1979–1980 kallad Nya Rödhättan, med avsikt att vara en plattform för marxistisk debatt i kvinnofrågor. Efter en ideologisk omsvängning 1979 blev dock feministiska tankegångar märkbara även inom Arbetets kvinnor.